# かに座カイ星
かに座χ星 (かにざカイせい、χ Cnc / χ Cancri) は、かに座の恒星で5等星。
この星は黄白色のF型主系列星である。